# Sonja Indin
Sonja Indin (* 1980 in Zürich als Sonja Inderbitzin) ist eine Schweizer Jazzmusikerin (Gesang, Piano, Komposition).

## Wirken
Sonja Indin studierte von 2005 bis 2010 Jazzgesang an der Zürcher Hochschule der Künste bei Marianne Racine; ein Semester verbrachte sie in Basel bei Lisette Spinnler und eines am Royal Welsh College of Music and Drama bei Nia Lynn. Bereits während des Studiums trat sie mit eigenen Bands auf.
2011 erschien Indins Debütalbum Do You Know Me? bei Brambus Records mit Eigenkompositionen, die sie mit ihrem Quartett und Gastmusikern eingespielt hatte. Gemeinsam mit der klassischen Pianistin Isora Castilla interpretierte sie auf dem Album Augen der Großstadt (CEDE 2015) Chansons von Kurt Tucholsky.
Indin arbeitete zudem als Gesangslehrerin in Dübendorf und an der Musikschule Konservatorium Zürich.